# Ken Warzynski
Kenneth "Ken" Warzynski (Chicago, Illinois 30 de junio de 1948 - Mount Pleasant (Carolina del Sur) 19 de enero de 2019) fue un exjugador de baloncesto estadounidense. Con 2,01 metros de estatura, jugaba en la posición de alero.

## Trayectoria deportiva

### Universidad
Jugó tres temporadas con los Blue Demons de la Universidad DePaul, en las que promedió 16,0 puntos y 11,9 rebotes por partido. Actualmente mantiene el récord de su universidad de más rebotes en una temporada, con 379 conseguidos en la temporada 1969-70, y de más rebotes en un partido, logrados esa misma temporada en un partido ante Harvard, en el que capturó 28 rechaces.

### Profesional
Fue elegido en la trigésimo segunda posición del Draft de la NBA de 1970 por Detroit Pistons, y también por los Denver Rockets en la undécima ronda del draft de la ABA, pero finalmente no llegó a jugar como profesional.